# Condado de Boone (Misuri)
El condado de Boone (en inglés: Boone County) es un condado en el estado estadounidense de Misuri. En el censo de 2000 el condado tenía una población de 135.454 habitantes. Forma parte del área metropolitana de Columbia. La sede de condado es la ciudad de Columbia. El condado fue formado el 16 de noviembre de 1820 a partir de una porción del condado de Howard. Fue nombrado en honor a Daniel Boone, un pionero y colonizador estadounidense.

## Historia
El condado de Boone fue organizado 16 de noviembre de 1820, a partir de una porción del territorio del condado de Howard.
El condado de Boone estaba ocupado principalmente por los estados del Sur de Kentucky, Tennessee y Virginia. Los colonos trajeron esclavos con ellos, y rápidamente comenzaron a trabajar cultivos similares a los de Tennessee y Kentucky: cáñamo y tabaco. Boone fue uno de varios condados resueltos por los sureños en el norte y sur del río Misuri. Debido a su cultura y tradiciones, el área se conocía como la pequeña Dixie, y el condado de Boone estaba en su corazón. En 1860 los esclavos eran el 25 por ciento o más de la población del condado, y Little Dixie era fuertemente pro-confederado durante la Guerra de Secesión.

## Geografía
Según la Oficina del Censo, el condado tiene un área total de 1.790 km² (691 sq mi), de la cual 1.775 km² (685 sq mi) es tierra y 15 km² (6 sq mi) (0,85%) es agua.

### Condados adyacentes
- Condado de Randolph (norte)
- Condado de Audrain (noreste)
- Condado de Callaway (este)
- Condado de Cole (sur)
- Condado de Moniteau (suroeste)
- Condado de Cooper (oeste)
- Condado de Howard (noroeste)

### Áreas protegidas nacionales
- Mark Twain National Forest

## Autopistas importantes
- Interestatal 70
- U.S. Route 40
- U.S. Route 63
- Ruta Estatal de Misuri 22
- Ruta Estatal de Misuri 124
- Ruta Estatal de Misuri 163
- Ruta Estatal de Misuri 740

## Demografía
En el  censo de 2000, hubo 135.454 personas, 53.094 hogares y 31.378 familias residiendo en el condado. La densidad poblacional era de 198 personas por milla cuadrada (76/km²). En el 2000 había 56.678 unidades habitacionales en una densidad de 83 por milla cuadrada (32/km²). La demografía del condado era de 85,43% blancos, 8,54% afroamericanos, 0,42% amerindios, 2,96% asiáticos, 0,03% isleños del Pacífico, 0,69% de otras razas y 1,93% de dos o más razas. 1,78% de la población era de origen hispano o latino de cualquier raza. 
La renta promedio para un hogar del condado era de $37.485 y el ingreso promedio para una familia era de $51.210. En 2000 los hombres tenían un ingreso medio de $33.304 versus $25.990 para las mujeres. La renta per cápita para el condado era de $19.844 y el 14,50% de la población estaba bajo el umbral de pobreza nacional.

## Ciudades y pueblos
| - Ashland - Centralia - Columbia | - Hallsville - Harrisburg - Hartsburg | - Huntsdale - McBaine - Pierpont | - Rocheport - Sturgeon - Two Mile Prairie |